# Jim Talent

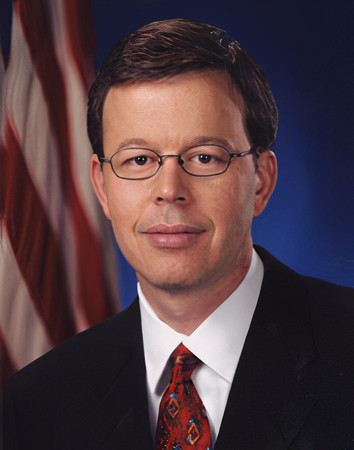
Jim Talent

James Matthes "Jim" Talent, född 18 oktober 1956 i Des Peres, Missouri, är en amerikansk republikansk politiker. Han representerade delstaten Missouri i båda kamrarna av USA:s kongress, först i representanthuset 1993-2001 och sedan i senaten 2002-2007. Han är en konservativ republikan som har förespråkat kriminaliseringen av flaggbränning.
Talent avlade 1978 grundexamen i statsvetenskap vid Washington University in St. Louis. Han avlade sedan 1981 juristexamen vid University of Chicago. Innan han blev politiker undevisade Talent i juridik vid Washington University School of Law.
Talent besegrade George H.W. Bushs kusin George Herbert Walker III i republikanernas primärval inför kongressvalet 1992. Han besegrade sedan sittande kongressledamoten Joan Kelly Horn i själva kongressvalet. Talent omvaldes 1994, 1996 och 1998.
Talent var republikanernas kandidat i guvernörsvalet i Missouri 2000. Han förlorade knappt mot demokraten Bob Holden.
Talent besegrade demokraten Jean Carnahan i fyllnadsvalet till USA:s senat i november 2002. I kongressvalet i USA 2006 förlorade han sedan mot demokraternas kandidat Claire McCaskill.
Talent är av rysk och tysk härkomst. Han växte upp i ett judiskt hem och har konverterat till presbyterianismen.